# Нижня Петровка
Нижня Петро́вка (рос. Нижняя Петровка) — селище у складі Первомайського району Алтайського краю, Росія. Входить до складу Розсказіхинської сільської ради.

## Населення
Населення — 185 осіб (2010; 216 у 2002).
Національний склад (станом на 2002 рік):
- росіяни — 96 %